# Hard Edge
Ne doit pas être confondu avec Hard  edge.
Hard Edge (ハードエッジ, Hādo Ejji, connu sous le nom T.R.A.G.: Tactical Rescue Assault Group - Mission of Mercy en Amérique du Nord) est un jeu vidéo d'action-aventure développé et édité par Sunsoft, sorti sur PlayStation en 1998 au Japon et en 1999 en Europe et en Amérique du Nord.